# Ikuo Matsumoto
Pour les articles homonymes, voir Matsumoto.
Ikuo Matsumoto (松本 育夫, Matsumoto Ikuo, né le 3 novembre 1941 à Utsunomiya dans la préfecture de Tochigi au Japon) est un footballeur japonais.

Il étudie à l'Université Waseda au sein du département de sciences politiques et d'économie d'où il sort diplômé en 1964.
Il remporte une médaille de bronze au tournoi de football aux Jeux olympiques d'été de 1968 à Mexico.